# Дмитриев, Сергей Фёдорович
Сергей Фёдорович Дмитриев (1876—1948) — советский микробиолог, лауреат Сталинской премии (1948).

## Биография
Родился в 1876 году в Москве. Из дворян Симбирской губернии.
Окончил естественное отделение физико-математического факультета и медицинский факультет Московского университета (1904).
Работал врачом в Мариинской больнице в Москве (1904—1905), земским врачом в Сызранском уезде Симбирской губернии (1906—1909). В 1909—1910 гг. стажёр по микробиологии у И. И. Мечникова в Институте Пастера в Париже. В 1909—1917 гг. практикующий врач в Москве.
В 1920-х гг. занимался научной работой по микробиологии летаргического энцефалита и затем холеры в медицинских институтах Наркомздрава РСФСР, некоторое время преподавал в 1-м Московском медицинском институте (в 1929 г. приват-доцент кафедры микробиологии).
С 1930 г. заведующий отделом фильтрующихся вирусов Института микробиологии Государственного института инфекционных заболеваний наркомздрава СССР (ГИНЗ). В этот период углублённо изучал герпес.
С 1932 г. (со дня его основания) работал в микологическом отделении (отдел патогенных грибков) ЦИМ и МП (Центральный институт малярии и медицинской паразитологии, до 1934 г. Тропический институт). Зав. микологическим отделом.
В 1936 г. присвоена степень доктора медицины (без защиты диссертации).

## Научная деятельность
Открыл феномен самопроизвольного лизиса культур аэробных актиномицетов (1934). Доказал, что грибы рода micromonospora также могут быть возбудителями актиномикоза.

### Сочинения
- Об изменчивости возбудителя актиномикоза в связи с его пребыванием в организме больного / С. Ф. Дмитриев // Медицинская паразитология и паразитарные болезни. 1940. — № 1-2. — С. 128—134.
- К вопросу о видовом составе патогенных актино-мицетов, выделяемых при актиномикозе человека / С. Ф. Дмитриев //Медицинская паразитология и паразитарные болезни. 1944. — № 5. — С. 78-85.

## Награды и звания
Сталинская премия 1948 года — за изобретение и внедрение в практику препарата для лечения актиномикоза. Награждён орденом Трудового Красного Знамени (1936).